# Physaraia solanicola
Physaraia solanicola är en stekelart som beskrevs av Donaldson 1989. Physaraia solanicola ingår i släktet Physaraia och familjen bracksteklar. Inga underarter finns listade i Catalogue of Life.